# Anapoma albicosta
Anapoma albicosta är en fjärilsart som beskrevs av Moore 1881. Anapoma albicosta ingår i släktet Anapoma och familjen nattflyn. Inga underarter finns listade i Catalogue of Life.